# 21. Kavallerie-Brigade (Deutsches Kaiserreich)
Die 21. Kavallerie-Brigade war ein von 1866 bis 1914 bestehender Großverband der Preußischen Armee.

## Geschichte
Nach dem gewonnenen Deutschen Krieg und der dadurch bedingten Erweiterung des preußischen Staatsgebietes wurde mit der Bildung des XI. Armee-Korps zum 11. Oktober 1866 auch die 21. Kavallerie-Brigade errichtet. Das Kommando befand sich in Frankfurt am Main und die Brigade gehörte zur 21. Division. Ihr waren das Rheinische Dragoner-Regiment Nr. 5 und das Husaren-Regiment Nr. 14 unterstellt. 
Für die Dauer der Mobilmachung anlässlich des Krieges gegen Frankreich bildete das Kommando 1870/71 den Stab der 15. Kavallerie-Brigade. Bei der 6. Kavallerie-Division wurde es im August 1870 in den Kämpfen bei Neunkirchen, Ars-Laquenexy, Vionville, Gravelotte, Sivry eingesetzt. Vom 21. September bis zum 25. Oktober 1870 war es an der Belagerung von Paris beteiligt und Anfang Dezember in die Schlacht von Orléans eingebunden. Daran schloss sich Gefechte bei Nouan-le-Fuzelier und Salbris sowie im Januar 1871 bei Saint-Amand an.
Nach dem Krieg schied 1871 das Husaren-Regiment Nr. 14 aus dem Brigadeverband und wurde durch das 1. Hessische Husaren-Regiment Nr. 13 ersetzt. Vor dem Beginn der Herbstübungen 1894 trat für das Dragoner-Regiment „Freiherr von Manteuffel“ (Rheinisches) Nr. 5 das Thüringische Ulanen-Regiment Nr. 6 mit der Verlegung von Mühlhausen und Langensalza nach Hanau unter das Brigadekommando.
Durch die Bildung des XVIII. Armee-Korps zum 1. April 1899 wurde die 21. Division mit der 21. Kavallerie-Brigade dem Generalkommando in Frankfurt am Main truppentechnisch unterstellt. An Stelle des Husaren-Regiment Nr. 13 trat zum 1. Juli 1905 das in Mainz stationierte Magdeburgische Dragoner-Regiment Nr. 6.
Mit Ausbruch des Ersten Weltkriegs wurde die Brigade zum 2. August 1914 aufgelöst. Das Magdeburgische Dragoner-Regiment Nr. 6 trat als Divisionskavallerie zur 25., das Thüringische Ulanen-Regiment Nr. 6. zur 21. Infanterie-Division.

## Kommandeure
| Dienstgrad          | Name                                               | Datum                                                          |
| ------------------- | -------------------------------------------------- | -------------------------------------------------------------- |
| Oberst/Generalmajor | Gustav Waldemar von Rauch                          | 30. Oktober 1866 bis 22. Mai 1871                              |
| Oberst              | Walter von Loë                                     | 23. Mai 1871 bis 30. Oktober 1872                              |
| Oberst/Generalmajor | Fritz von Bernuth                                  | 31. Oktober 1872 bis 15. August 1873                           |
| Oberst              | Wilhelm von Heuduck                                | 16. August 1873 bis 27. Mai 1874 (mit der Führung beauftragt)  |
| Oberst/Generalmajor | Wilhelm von Heuduck                                | 28. Mai 1874 bis 1. Januar 1876                                |
| Oberst              | Wilhelm Dietrich von Gemmingen                     | 02. Januar bis 10. November 1876 (mit der Führung beauftragt)  |
| Oberst/Generalmajor | Wilhelm Dietrich von Gemmingen                     | 11. November 1876 bis 16. Oktober 1883                         |
| Generalmajor        | Georg von Dincklage                                | 17. Oktober 1883 bis 10. Februar 1886                          |
| Generalmajor        | Alfred von Scholten                                | 11. Februar 1886 bis 15. April 1889                            |
| Oberst/Generalmajor | Philipp August von Croÿ                            | 16. April 1889 bis 20. April 1894                              |
| Oberst/Generalmajor | Adolf von Papen                                    | 21. April 1894 bis 15. Juni 1896                               |
| Oberst/Generalmajor | Adolf von Bülow                                    | 16. Juni 1896 bis 1. November 1897                             |
| Oberst/Generalmajor | Ernst Brinckmann                                   | 01. November 1897 bis 15. Juni 1900                            |
| Oberst/Generalmajor | August von Festenberg-Packisch                     | 16. Juni 1900 bis 9. April 1906                                |
| Württ. Oberst       | Ernst von Sachsen-Weimar                           | 10. April 1906 bis 19. Januar 1909                             |
| Oberst              | Albert zu Schleswig-Holstein-Sonderburg-Glücksburg | 27. Januar bis 15. September 1909 (mit der Führung beauftragt) |
| Oberst/Generalmajor | Albert zu Schleswig-Holstein-Sonderburg-Glücksburg | 16. September 1909 bis 22. Mai 1911                            |
| Oberst/Generalmajor | Reinhard von Wechmar                               | 23. Mai 1911 bis 6. Juli 1913                                  |
| Oberst              | Gerhard von Glasenapp                              | 07. Juli 1913 bis 2. August 1914                               |